# Evangelische Kirche (Münchhausen)

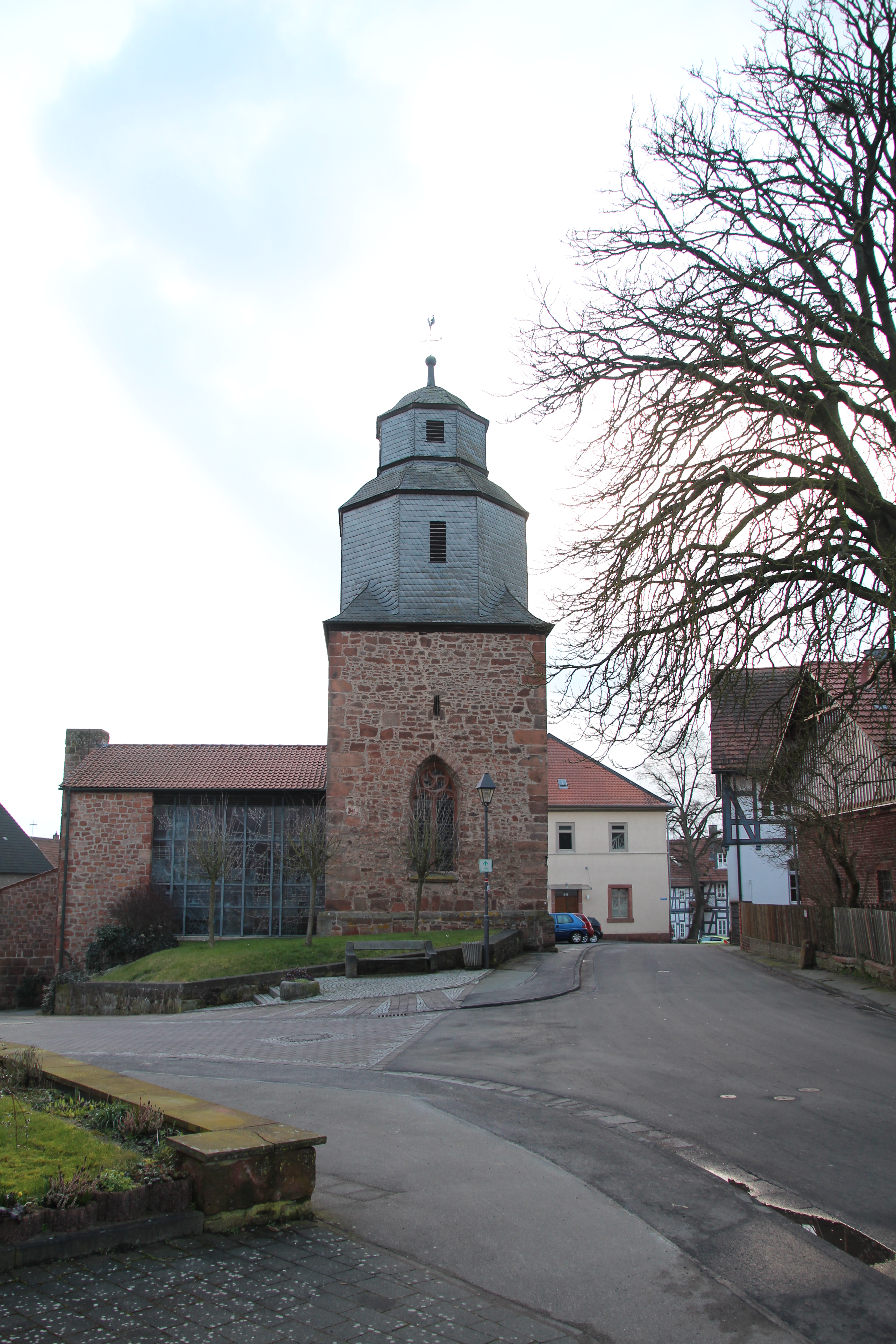
Evangelische Kirche in Münchhausen

Die evangelische Kirche Münchhausen ist ein denkmalgeschütztes Kirchengebäude, das in der Gemeinde Münchhausen im Landkreis Marburg-Biedenkopf (Hessen) steht. Die Kirchengemeinde gehört zum Kirchenkreis Kirchhain im Sprengel Marburg der Evangelischen Kirche von Kurhessen-Waldeck.

## Beschreibung
Vom gotischen Vorgängerbau vom Anfang des 15. Jahrhunderts blieb der Chorturm aus Bruchsteinen erhalten. Ihm wurde eine achtseitige, schiefergedeckte, gestaffelte Haube aufgesetzt. Vom ehemaligen Gewölbe des Chors sind nur noch zwei Konsolen und zwei Dienste erhalten. In die Wände des Turms wurden zwei Maßwerkfenster und Teile eines Portals des romanischen Vorgängerbaus eingefügt. Das Kirchenschiff wurde 1973/74 neu gebaut. Vom Altar aus dem 18. Jahrhundert sind nur noch der Stipes und die Mensa vorhanden. Das Altarkreuz stammt aus dem 17. Jahrhundert. An der Brüstung der Empore, auf der die Orgel steht, sind sechs Bilder aus dem 18. Jahrhundert angebracht, die ursprünglich an den anderen Emporen hingen. Die erste Orgel mit 14 Registern, zwei Manualen und Pedal wurde 1888 von Eduard Vogt gebaut. Sie wurde 1976 durch eine Orgel von der Firma Orgelbau Böttner ersetzt.